# Hüll Ferenc

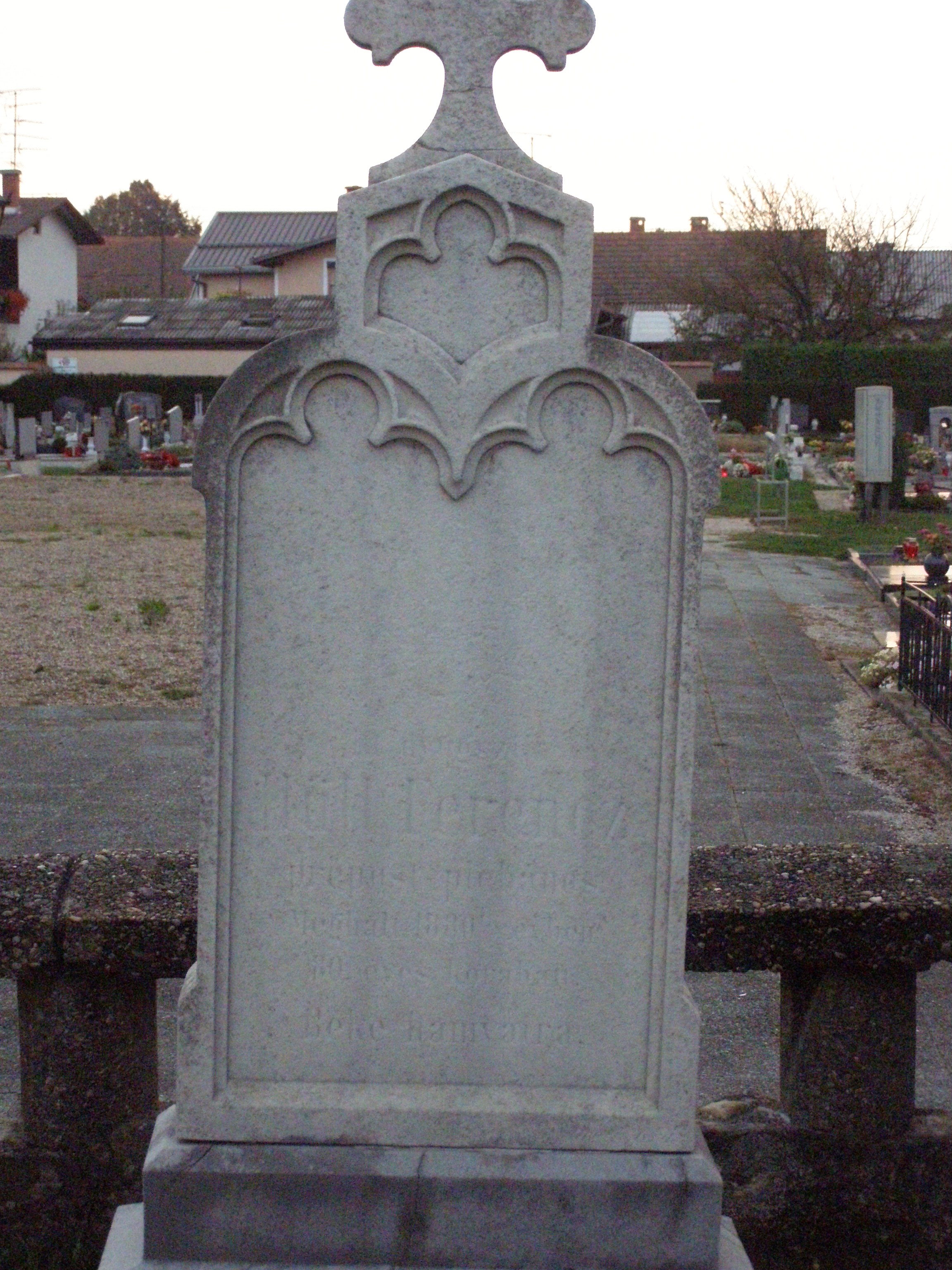
Hüll sírja a muraszombati temetőben, a Szapáryak sírjai mellett.

Hüll Ferenc (szlovénül Franc Hül, vendül Ferenc Hül) (Tissina, 1800. augusztus 28. – Muraszombat, 1880. október 28.) szlovén plébános, muraszombati esperes, prépost, történetíró és Tótság utolsó esperese.
Csendlak községben született (ma Tišina, Szlovénia), nemes Hüll Imre és a német származású  nemes Hemeczperger Krisztina szülőktől. Kisszeminaristaként végezte filozófiai tanulmányait, amelyet 1822-ben már befejezett, de mivel nem töltötte még be az előírt kort, ezért nem szentelhették fel.

Veszprémben nevelője volt Bezerédj Györgynek, Kisfaludy Sándor sógorának, ahol 1824-ig élt ezen minőségben, majd március 11-én végre pappá szentelhették.
Papi hivatását Muraszombatban kezdte káplánként a Szent Miklós-templomban, ahol több mint két évet töltött. 1826. december 8-án a mezőváros plébánosává nevezték ki, amit haláláig ellátott.

1838-tól Augusztits Adolf esperes helyettese volt. 1840-től már a ténylegesen létező muraszombati kerület esperesének tették meg, Augusztits 1863-ban bekövetkezett halála után jelképesen még a tótsági kerület esperese volt ugyan, noha a kerület már feloszlatottnak tekintetett. 1849-ben kanonokká és szentszéki ülnökké nevezték ki. 1872-ben I. Ferenc József, az Osztrák–Magyar Monarchia uralkodója adta neki a Szepes-Langeck prépostja címet és július 17-én a szombathelyi püspök beiktatta hivatalába.
Latin nyelven megírta egyházközsége történetét Historia Parochiae Murai Szombatiensis címmel.